# Cappuccino
Cappuccino este o specialitate de cafea, la fel de eficientă precum un espresso, dar mai lungă și dulce. Denumirea băuturii provine de la asemănarea de culoare cu cea a straielor călugărilor capucini. Conform unei legende, călugărul capucin Marco d’Aviano, prezent la bătălia de eliberare a Vienei de sub asediul otoman, a diluat cafeaua turcească cu cremă de lapte, creând astfel primul „capucino”.
În majoritatea rețetarelor apare precum un espresso (30 ml) sau ristretto (20 ml) peste care se toarnă cremă de lapte (160 ml), care îi oferă un gust plăcut și ușor.
Variațiuni ale băuturii includ mochachino și cappucino vienez. La prepararea băuturii se adaugă uneori valoare estetică prin „latte art”, care constă în prepararea cremei în anumite forme și culori.

## Vezi și
- Listă de băuturi espresso

## Legături externe
- en Cappuccino la wikia.com
- en Coffeegeek with how-to steam guide Arhivat în 23 decembrie 2010, la Wayback Machine.
- en Italian Espresso National Institute
- en Coffee Taster, the free newsletter of the International Institute of Coffee Tasters, featuring articles on the quality of espresso, chemical and sensory analysis, market trends
- ro Cum se prepara cappuccino